# 萧灼基
萧灼基（1933年12月4日—2017年11月14日），广东汕头人，中华人民共和国经济学家。

## 生平
1953年9月考入中国人民大学经济系政治经济学专业，因品学兼优而在三年级时便被推荐读政治经济学专业研究生，师从经济学家宋涛教授。1959年7月研究生毕业后，被分配到北京大学经济系任助教，1979年6月晋升为讲师，1980年12月晋升为副教授，1985年9月晋升为教授，1986年7月被评为博士生导师，1992年起享受国务院有突出贡献专家津贴。
萧灼基曾任第九届全国政协委员、第十届全国政协常务委员、全国政协社会与法制委员会副主任，第六、第七届中国民主建国会常务委员、特别顾问、中国民主建国会经济委员会主任，第五届北京市海淀区政协副主席，北京市、吉林省、云南省等省、直辖市政府以及成都市、武汉市、汕头市等市政府顾问或咨询委员，中国国际贸易促进会特聘顾问，北京大学经济学院教授、博士生导师，北京市场经济研究所所长，《经济界》杂志社社长兼总编。
萧灼基的主要研究领域是马克思主义经济理论、社会主义宏观经济理论、经济发展战略、金融与证券市场。他是中华人民共和国较早从事证券市场理论研究的学者之一，尤其是21世纪初发表的关于证券市场的观点，对中国证券市场的建设及完善发挥了重要作用。萧灼基曾获首届孙冶方优秀论文奖（1984年）、辽宁省优秀理论文章奖（1984年）、北京大学首届优秀教学奖（1985年）、北京大学首届优秀科研著作奖（1986年）、全国改革与发展优秀论文金三角奖（1988年）、北方十三省市区优秀图书一等奖（1986年）、北京市改革十年优秀论文奖（1989年）、全国省级刊物（政治理论）优秀文章一等奖（1993年）、首届陈岱孙经济学著作奖（1996年）等。
1985年他写的《恩格斯传》一书出版。2008年5月5日，正值马克思诞辰190周年纪念日，萧灼基出版了倾注他50年心血的《马克思传》，并再版了1985年出版的《恩格斯传》。这两本书都是中国学者写的第一本学术研究性的《马克思传》、《恩格斯传》。
萧灼基一生培养了大批学生。1988年李克强（后出任中共中央政治局常委、国务院总理）以《农村工业化：结构转换中的选择》一文获经济学硕士学位，指导老师就是萧灼基。
2017年11月14日，萧灼基在北京病逝，享年84岁。

## 著作
萧灼基发表论文数百篇，出版专著十多部。主要著作有：
- 《萧灼基选集》
- 《萧灼基文集》
- 《中国经济热点问题研究》
- 《中国宏观经济纵论》
- 《社会主义再生产理论研究》
- 《提高经济效益，实现宏伟战略目标》
- 《中国经济建设与体制改革》
- 《马克思传》
- 《恩格斯传》
- 《马克思青年时代》
- 《马克思恩格斯著作中的历史人物》[1]

他主编的著作主要有：
- 《中国证券全书》
- 《中国经济概论》
- 《哲学社会科学名人名著辞典》
- 《中国证券市场1991、1992》
- 1994年至2007年的《中国经济分析与预测》[1]